# Buse Naz Çakıroğlu
Buse Naz Çakıroğlu (født 26. maj 1996) er en tyrkisk bokser.

## Karriere
Hun repræsenterede Tyrkiet ved sommer-OL 2020 i Tokyo, hvor hun vandt sølv i fluevægtskategorien.
Ved sommer-OL 2024 i Paris vandt hun sølv.